# Domonkos Imre
Domonkos Imre, dr. (Kassa, 1917. március 18. – Budapest, 1995. szeptember 4.) magyar festőművész, művészettörténész, főiskolai tanár, országos szakfelügyelő, az INSEA Világtanács tagja. Felesége Domonkosné Krusnyák Magdolna  festőművész, rajztanár és művészettörténész volt. Budapest XVII. kerületében, Rákosligeten éltek.

## Életpályája
1941-ben végzett a Magyar Képzőművészeti Főiskolán, majd 1944-ben a  Pázmány Péter Tudományegyetem, művészettörténet szakán doktorált. 
Az egyetem befejezése után katonatanárként működött, majd a második világháború és a hadifogság évei után a Hadtörténeti Múzeumban dolgozott. 1952 és 1957 között tagja volt a Honvéd Képzőművészeti Stúdiónak.
1957 után két évtizeden át művészetpedagógiával foglalkozott. Tanársegédként dolgozott a  Magyar Képzőművészeti Főiskola művészettörténeti tanszékén. 
Festőként, kora ifjúságától kezdve, főleg történelmi és katonai témákat dolgozott fel, a ló és az ember kapcsolatának ábrázolása gyakori témái közé tartozott.

## Társadalmi szerepvállalása
- 1965 és 1973 között tagja volt az UNESCO keretében szervezett Nemzetközi Művészeti Nevelés Szövetség (INSEA) Európai, Afrikai és Közel-keleti Regionális Tanácsának, majd 1973-78-ig az INSEA Világtanácsának.
- 1973-ban megszervezte Budapesten az INSEA regionális kongresszusát.

## Díjai, elismerései
- 1948: Petőfi centenáriumi emlékérem;
- 1955: a XVII. kerületért emlékérem;
- 1963: Munka érdemérem;
- 1970: Székely Bertalan-díj;
- 1975: Comenius-érem;
- 1989: A Szocialista kulturáért;
- 1983: Tudományos Ismeretterjesztő Társulat Aranykoszorús előadó;
- 1995: Aranykatedra díj.

## Egyéni kiállításai
- 1979 • Életműkiállítás, Hadtörténeti Múzeum, Budapest
- 1980 • Honvéd klub, Székesfehérvár
- 1980-83 • Vízivárosi Galéria, Budapest • Fáklya klub.

## Részvétele csoportos kiállításokon (válogatás)
- 1949-től rendszeresen szerepelt a Téli Tárlatokon a Műcsarnokban
- 1978 • Stúdió – Jubileumi kiállítás 1958-1978, Magyar Nemzeti Galéria, Budapest (kat.)
- 1979 • Ernst Múzeum, Budapest
- 1998 • Emlékkiállítás, Erdős Renée-Ház.

## Művei közgyűjteményekben
Hadtörténeti Múzeum, Budapest • Műcsarnok, Budapest • Vaja Múzeum, Nyíregyháza.